# Le Raumont
Le Raumont est un hameau de la commune belge de Ferrières en province de Liège. 
Avant la fusion des communes, le hameau faisait déjà partie de la commune de Ferrières.
Le Raumont se trouve sur les hauteurs de Ferrières entre Burnontige et la réserve naturelle de la Picherotte.